# Lázár Zoltán (fogathajtó)
Lázár Zoltán, az ördöglovas, (1973. április 24. –) fogathajtó, üzletember, a Nemzeti Vágta társelnöke, lovastanár,id. Lázár Vilmos – a  LÁZÁR Team csapatfőnökének fia,  a Magyar Lovas Szövetség Széchenyi díjasa, 9-szeres fogathajtó világbajnok, a Magyar Sportcsillagok Társaságának tagja, Lázár Vilmos sportoló testvére.

## Élete
Lázár Zoltán Magyarország egyik legeredményesebb kettesfogathajtó sportolója. Eredményeit tekintve hétszeres kettesfogathajtó világbajnok és kétszeres négyesfogathajtó világbajnok. 2004-ben megszerezte a kecskeméti Négyesfogathajtó Világbajnokság aranyérmét.
Nős, felesége Anikó, egy gyermekük van, Zoltán, aki szintén folytatja a családi hagyományt.

## Sporteredményei

### Kettes fogathajtásban
- Egyéni világbajnok (1997., Riesenbeck, GER)
- Kétszeres egyéni Vb ezüstérmes (1999., Kecskemét; 2015. Fábiánsebestyén)
- Kétszeres egyéni Vb bronzérmes (Kecskemét 2009., Kistapolcsány, 2013.)
- Hatszoros Vb csapat-világbajnok (1999., Kecskemét; 2001. Riesenbeck, GER; 2003., Jardy, FRA, 2013., Kistopolcsány, SK; 2015 Fábiánsebestyén; 2017. Lipica, SLO)
- Csapat Vb ezüstérmes (2009. Kecskemét)

### Négyes fogathajtásban
- Egyéni és csapatvilágbajnok (2004., Kecskemét)
- Vb csapat-ezüstérem (2016., Breda, NED)
- Vb csapat-bronzérem (2008., Beeds, NED)
- Európa-bajnoki csapat-ezüst (2011, Breda, NED); egyéni- és csapat
- Bronzérem (2013. Izsák; 2015. Aachen, GER)
- Kiemelkedő nemzetközi sikerei közé tartozik a világ két legnagyobb nemzetközi lovasversenyén (CAIO), Aachenben (GER) kivívott csapatgyőzelem és az egyéni második hely, valamint Bredaban (NED) megnyert egyéni első hely.

### Magyar bajnoki győzelmei
- Hatszoros négyesfogathajtó Magyar Bajnok (2004., 2007., 2008., 2010., 2011., 2013.)
- Kétszeres kettesfogathajtó Magyar Bajnok (1996., 1999.)
- Háromszor nyert négyes Magyar Hajtóderbyt (2006., 2008., 2010.)

## Kitüntetései
- 1997. Az Év sportolója,
- 1997. Magyar Köztársaság Elnöki Érme,
- 1997. Aranyostor Díj,
- 1999. Széchenyi-díj, Gróf Széchenyi István Emlékérem (a legnagyobb lovas kitüntetés),
- 1999. Budapest XVII. Kerület díszpolgára,
- 1999. Örökös Magyar Bajnok,
- 2001. Világbajnoki érme,
- 2003. Világbajnoki érme,
- 2004. Az Év sportolója,
- 2004. Világbajnoki érme,
- 2005. A Magyar Köztársaság Elnöki Érme,
- 2005. Magyar Köztársaság Érdemrend Lovagkereszt,
- 2005. Abonyi Imre Díj,